# Lafnetscha
Lafnetscha ist eine autochthone (lokale) Weißweinsorte des Kantons Wallis in der Schweiz.
Sie wird vorrangig im deutschsprachigen Oberwallis angebaut (2,1 Hektar, Stand 2022). Gemäß einer DNA-Analyse von José Vouillamoz ist sie eine spontane Kreuzung zwischen Humagne Blanc x Completer. Der Name ist der Mundart Walliserdeutsch angelehnt. Da die spätreifende Rebe fast immer zu früh und die Beeren somit in einem unreifen Zustand geerntet werden mussten, benötigte der Wein wegen seiner Säure und Herbheit einen langen Ausbau und konnte deshalb nicht zu jung getrunken (im Dialekt gelafft) werden. Laff-nit-scha heißt daher sinngemäß trink nicht schon.
In vollreifem Zustand erbringt die Sorte sehr aromatische (→ Aromen im Wein), würzige Weißweine mit Anklängen von exotischen Früchten.
In seiner Walliser Heimat wurde die Lafnetscha häufig mit der Rebsorte Completer verwechselt. Im Jahr 2002 fanden Dominique Maigre und Michel Pont vom Rebforschungsinstitut Changins in den Rebflächen bei Visp Completer-Reben in einer Lafnetscha-Anlage. Aufgrund der grösseren Beeren des Completer wurden diese Stöcke dort als Grosser Lafnetscha bezeichnet.

## Herkunft
Lafnetscha gehört zu einer Gruppe von Rebsorten, die sich in der geographischen Insellage der Alpenregionen Italiens und des Wallis in der Schweiz halten konnten. Zu dieser Gruppe gehören die folgenden Sorten:
- Rotweinsorten: Bonda, Cornalin d’Aoste, Cornalin du Valais, Crovassa, Durize, Eyholzer, Fumin, Goron de Bovernier, Mayolet, Ner d’Ala, Petit-Rouge, Prëmetta/Prié rouge, Roussin, Roussin de Morgex, Vien de Nus, Vuillermin.
- Weissweinsorten: Completer, Himbertscha, Humagne Blanche, Lafnetscha, Petite Arvine, Planscher, Prié Blanc, Resi.

## Synonyme
Blanchier, Blantière (bei Sion), Gros Gouais, Lafnätscha, Lavenetsch (im Westlich Bezirk Raron), Planscher (?). Trotz eines ähnlichen Synonyms ist die Lafnetscha nicht mit der Sorte Gouais Blanc verwandt.

## Abstammung
Humagne Blanc x Completer

## Ampelographische Sortenmerkmale
In der Ampelographie wird der Habitus folgendermassen beschrieben:
- Die Triebspitze ist offen. Sie ist weisslich und leicht wollig behaart. Die gelbgrünen Jungblätter sind nur spinnwebig behaart.
- Die dicken und grossen Blätter sind meist dreilappig oder seltener fünflappig. Die Stielbucht ist geschlossen. Das Blatt ist stumpf gezähnt. Die Zähne sind im Vergleich der Rebsorten mittelgross. Die Blattoberfläche (auch Spreite genannt) ist blasig derb.
- Die walzen- bis konusförmige Traube ist geschultert und gross (bis zu 1 kg schwer). Die elliptischen Beeren sind mittelgross und von grüngelber Farbe. Die Schale der Beere ist dünnhäutig bis mittelstark.

Lafnetscha reift fast 25 Tage nach dem Gutedel und gilt damit im internationalen Vergleich als spätreifend. Die Sorte ist stark wüchsig und gilt als ertragsreich.